# Helvécia
Helvécia nagyközség Bács-Kiskun vármegye Kecskeméti járásában. A Dél-Alföld régió négy leggazdagabb települése Bács-Kiskun vármegyében található. A negyedik Helvécia, a Központi Statisztikai Hivatal szerint. Mögötte olyan nagy városok sorakoznak, mint Szeged vagy Békéscsaba.

## Fekvése
A település a vármegye északi részén fekszik, Kecskeméttől 7 kilométerre délnyugatra, a Duna és Tisza közti homokhátságon. Budapest és Szeged közt hozzávetőlegesen félúton található, mindkettőtől egyaránt nagyjából 80-80 kilométerre, az M5-ös autópályától 3 (a legközelebbi sztrádacsomóponttól 5) kilométerre.
Az 52-es és 54-es főutakról is megközelíthető, de csak alsóbbrendű utakon; főutcája a Kecskeméttől Kiskőrösig húzódó 5303-as út; Kecskemét nyugati részével az 53 102-es számú mellékút köti össze.

## Nevének eredete
A település Wéber Ede svájci tanárnak köszönhetően jött létre, és az ő végakaratából kapta a Helvécia nevet (Helvetia Svájc latin neve).
A világon még 187 Helvécia (Helvetia) nevű település található.

## Története
A honfoglalás előtt szarmaták laktak itt. A közeli ásatások alapján errefelé lehetett az avar birodalom központja.
A környéken korábban állt települések a török uralom alatt elpusztultak és a vidék sokáig lakatlan maradt, Kecskemét Ballószög nevű pusztájának része lett. A városba menekült lakosság azonban megtartotta vidéki birtokait, így alakult ki a tanyarendszer.
A homokos talajú környék szőlőművelési szempontból felértékelődött az 1870-es évek filoxérajárványa után, melynek a történelmi borvidékek szőlői áldozatul estek, a homokon azonban nem él meg a kórt terjesztő gyökértetű. A telep Wéber Ede Balatonfüreden dolgozó svájci tanárnak köszönhetően jött létre 1892 márciusában, és az ő végakaratából kapta a Helvécia nevet. Ekkor 501-en lakták, főként a Balaton-felvidékről idetelepült szőlőművesek. Wéber honosította meg a szőlőművelést azon a 2000 hold földön, melyet Kecskeméttől vásárolt.
1895-ben adták át a Helvéciát érintő Fülöpszállás–Kecskemét-vasútvonalat, amelyen 2007-ben szűnt meg a személyszállítás.
Az első világháború idejére már 1300-an éltek itt, több mint 200-an harcoltak a háborúban, köztük Wéber fia, Aladár is. A háború után Helvécián létesült Kecskemét első köztemetője. 1934-re 1960-an laktak a telepen. 1947-től keskeny nyomtávú vasútvonal kötötte össze Kecskemét belterületével – itt 2009-ben megszűnt a személyszállítás.
Helvécia 1952-ben alakult önálló községgé függetlenné válva Kecskeméttől. 1961-ben bevezették az áramot. 1970-re már 4360-an lakták a települést. 1989-ben településrészét, Matkót lakói kérelmére visszacsatolták Kecskeméthez.
A lakosság nagy része mezőgazdaságból él, a teljes népesség több mint fele tanyákon. A falu településszerkezete sajátos, két, egymástól 3-km-re fekvő, nagyjából azonos népességű településrészből – Helvécia-Ófalu és Szabó Sándor-telep vagy Újfalu – áll, utóbbi az egykori állami gazdaság lakótelepe volt.

## Közélete

### Polgármesterei
- 1990–1994: Cseh Miklós (független)[4]
- 1994–1998: Cseh Miklós (független)[5]
- 1998–2002: Cseh Miklós (független)[6]
- 2002–2006: Cseh Miklós (független)[7]
- 2006–2010: Magó István (független)[8]
- 2010–2012: Balogh Károly (független)[9]
- 2012–2014: Balogh Károly (független)[10]
- 2014–2019: Balogh Károly (független)[11]
- 2019–2024: Balogh Károly (független)[12]
- 2024– : Balogh Károly (független)[1]

A településen 2012. december 16-án időközi polgármester-választást tartottak, az előző polgármester lemondása miatt.

## Népesség
A település népességének változása 1910-től:
A 2011-es népszámlálás során a lakosok 90%-a magyarnak, 0,5% cigánynak, 0,7% németnek, 1,2% románnak mondta magát (9,8% nem nyilatkozott; a kettős identitások miatt a végösszeg nagyobb lehet 100%-nál). A vallási megoszlás a következő volt: római katolikus 47,9%, református 9,1%, evangélikus 1,2%, görög katolikus 0,3%, felekezeten kívüli 16,2% (23,4% nem nyilatkozott).
2022-ben a lakosság 88,2%-a vallotta magát magyarnak, 0,5% németnek, 0,4% románnak, 0,2% cigánynak, 0,1-0,1% horvátnak, görögnek, örménynek, bolgárnak, ruszinnak és szerbnek, 2,2% egyéb, nem hazai nemzetiségűnek (11,7% nem nyilatkozott; a kettős identitások miatt a végösszeg nagyobb lehet 100%-nál). Vallásuk szerint 29,3% volt római katolikus, 5,8% református, 1,2% evangélikus, 0,2% görög katolikus, 1,6% egyéb keresztény, 1,4% egyéb katolikus, 13% felekezeten kívüli (47,3% nem válaszolt).

## Nevezetességei
- Bagolyvár (kastély)
- Bocsák-ház
- Katolikus templom (1908)

## Partnertelepülések
- Csíkkarcfalva, Románia
- Versec, Szerbia
- Sirnach, Svájc
- Zétény, Szlovákia